# Federazione internazionale della scherma
La Federazione internazionale della scherma (in francese Fédération internationale d'escrime) è il massimo organismo mondiale che coordina la scherma olimpica. Venne fondata il 29 novembre 1913 a Parigi; oggigiorno ha sede a Losanna. La FIE raccoglie 143 federazioni nazionali. 

## I presidenti della FIE
- 1913 – 1921: Albert Feyerik ( Belgio)
- 1921 – 1924: André Maginot ( Francia)
- 1925 – 1928: George van Rossem ( Paesi Bassi)
- 1929 – 1932: Eugène Empeyta ( Svizzera)
- 1933 – 1948: Paul Anspach ( Belgio)
- 1949 – 1952: Jacques Coutrot ( Francia)
- 1953 – 1956: Giuseppe Mazzini ( Italia)
- 1957 – 1960: Pierre Ferri ( Francia)
- 1961 – 1964: Miguel De Capriles ( Stati Uniti)
- 1965 – 1980: Pierre Ferri ( Francia)
- 1981 – 1984: Gian Carlo Brusati ( Italia)
- 1984 – 1992: Rolland Boitelle ( Francia)
- 1993 – 2008: René Roch ( Francia)
- 2008 –   2022 : Alisher Usmanov ( Russia)
- 2022 : Emmanuel Katsiadakis ( Grecia) (ad interim)

## Competizioni
- Campionati mondiali di scherma (organizzati con cadenza annuale)
- Coppa del Mondo di scherma (organizzata con cadenza annuale)
- Campionati mondiali giovani di scherma (organizzati con cadenza annuale)
- Coppa del Mondo giovani di scherma (organizzata con cadenza annuale)
- Campionati mondiali cadetti di scherma (organizzati con cadenza annuale)